# 中村バイパス

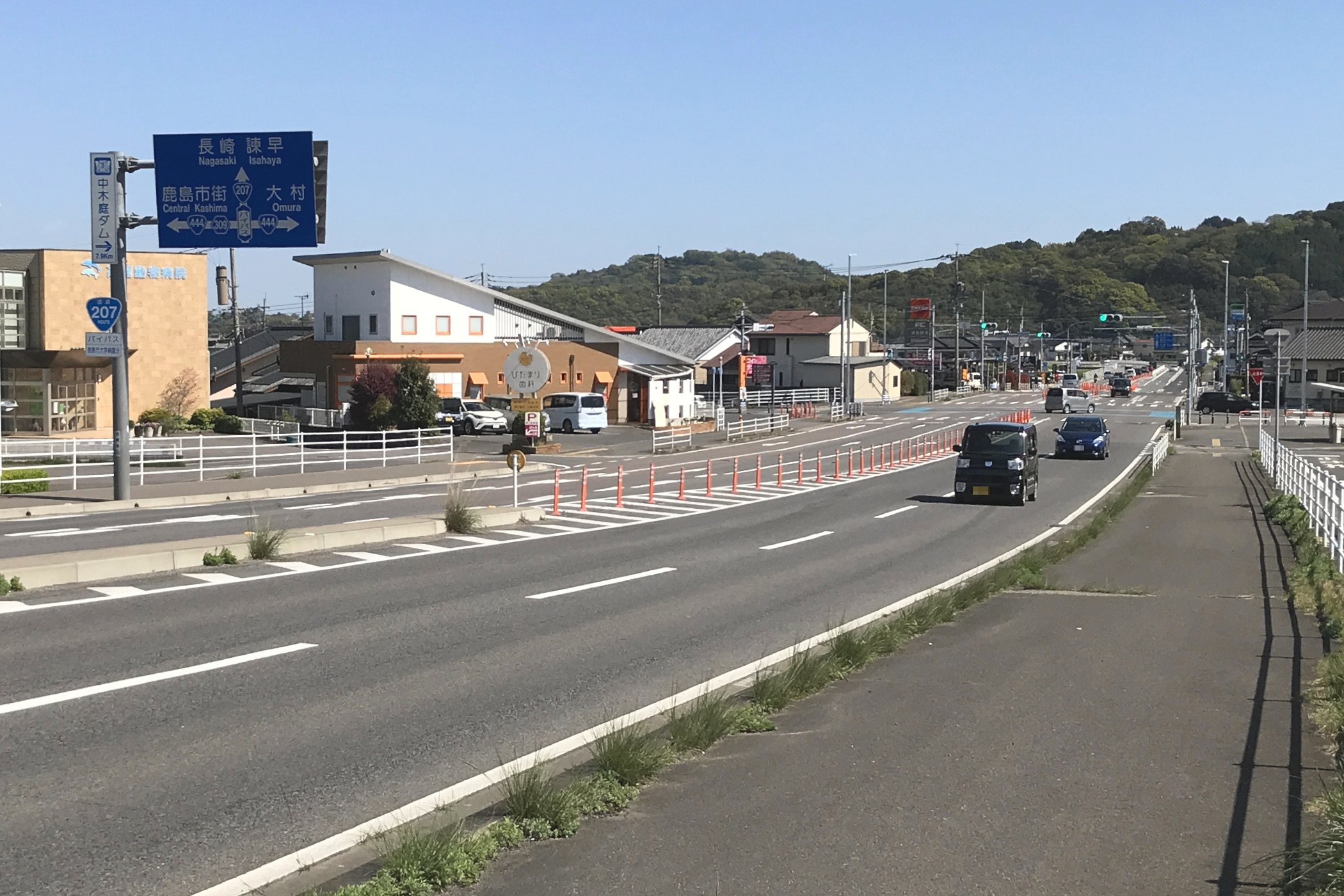
鹿島バイパス・中村バイパス 蟻尾山大橋から辻交差点・浜町方面

中村バイパス（なかむらバイパス）は、佐賀県鹿島市を通る国道207号のバイパスである。

## 概要
百貫橋南交差点から辻交差点を区間とする。終点では鹿島バイパスと接続する。2020年（令和2年）12月27日、すべての区間で4車線化が完了し、交通事故の減少や渋滞解消につながる。

### 路線データ
- 起点：佐賀県鹿島市井手（百貫橋南交差点、国道207号交点）
- 終点：佐賀県鹿島市納富分（辻交差点、国道207号鹿島バイパス起点、国道444号交点）
- 総延長
  - 9.2 km[注釈 1][1][2]
  - 5.0 km[注釈 2]

## 歴史
- 1974年（昭和49年） - 事業化[3]。
- 2003年（平成15年） - 開通[1]。
- 2020年（令和2年）12月27日 - 3.3 kmの区間の4車線化が完了[2][3]。

## 路線状況

### 重複区間
- 佐賀県道41号鹿島嬉野線（鹿島市大字高津原・総合庁舎西交差点 - 鹿島市大字高津原・黒川（くろごう）橋交差点）

## 地理

### 通過する自治体
- 鹿島市

### 交差する道路
| 交差する道路                        | 交差する場所 | 交差する場所             |
| ----------------------------------- | ------------ | ------------------------ |
| 国道207号 佐賀方面                  |              |                          |
| 国道207号                           | 大字井手     | 百貫橋南交差点 / 起点    |
| 国道498号                           | 大字中村     | 殿ノ橋交差点             |
| 佐賀県道41号鹿島嬉野線 重複区間起点 | 大字高津原   | 総合庁舎西交差点         |
| 佐賀県道41号鹿島嬉野線 重複区間終点 | 大字高津原   | 黒川（くろごう）橋交差点 |
| 国道207号 国道444号                 | 大字納富分   | 辻交差点 / 終点          |
| 国道207号 鹿島バイパス              |              |                          |

### 沿線
- 鹿島警察署